# Hr.Ms. O 16
Hr.Ms. O 16 – holenderski okręt podwodny wybudowany w stoczni De Schelde. Okręt zaprojektowany został przez Gerharda de Rooya w konstrukcji dwukadłubowej, spawanej w 49 procentach, dla służby na wodach ojczystych. W celu umożliwienia pływania podwodnego z użyciem silników Diesla w dobrych warunkach pogodowych, jednostka została wyposażona w chrapy. O 16 był jedynym reprezentantem swojego typu, jego projekt wykorzystano jednak przy opracowywaniu konstrukcji polskich okrętów podwodnych typu Orzeł. Okręt zwodowano 27 stycznia 1936 roku, a 9 miesięcy później wszedł do służby w marynarce holenderskiej. W czerwcu 1939 roku O 16 przepłynął do Holenderskich Indii Wschodnich, gdzie po niemieckim ataku na Holandię, działał pod dowództwem brytyjskim. Po japońskim ataku na Pearl Harbor i wypowiedzeniu wojny Japonii przez rząd holenderski, brał udział w wojnie podwodnej, między 7 a 15 grudnia 1941 roku zatapiając łącznie sześć jednostek japońskich. 15 grudnia 1941 roku zatonął na minie bądź w wyniku storpedowania w Zatoce Tajlandzkiej.